# Kazimierz Nowak
Kazimierz Nowak, (n. 11 ianuarie 1897 — d. 13 octombrie 1937 Poznań) a fost un călător, corespondent și fotograf polonez, născut în Stryi. După Primul Război Mondial a locuit în Poznań.

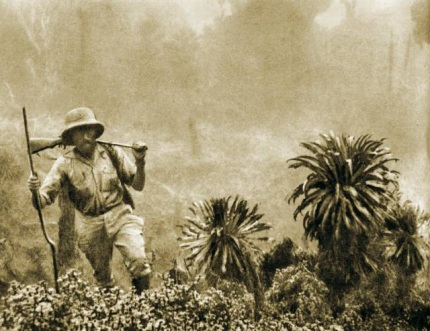
Kazimierz Nowak în timpul călătoriei sale.

Din 1931 până în 1936 a călătorit singur pe jos și cu bicicleta de-a lungul Africii Arhivat în 28 septembrie 2007, la Wayback Machine., parcurgând o distanță de 40 000 km.  El a fost probabil primul om din lume care a realizat acest lucru. Calculele sale au fost publicate în cartea cu titlul Rowerem i pieszo przez Czarny Ląd ("Cu bicicleta și pe jos, de-a lungul Continentului Negru"). A decedat la Poznań.

## Traseul de călătorie în jurul Africii
Numele de orașe, state și păstrate în ordinea călătoriilor sale:
Drumul spre sud. Început: noiembrie 1931 - Tripoli, Benghazi, Tobruk (Libia) → Cairo (Egipt) → Khartoum, Malakal → Congo Belgia → Lubumbashi (Rodosia de Nord) → Rhodeșul de Sud → Pretoria, Capul Agulhas, (Uniunea Africană de Sud).
Drumul spre nord. Început: aprilie 1934 - Cape Agulhas, Cape Town (Africa de Sud), Windhoek (Africa de Sud-Vest) → Angola → Kinshasa, Leopoldville → Belgia → Africa de Vest → Algeria ), scopul: noiembrie 1936 (Algeria).

## Publicații
În 2014, primul volum al scrisorilor lui Nowak din Africa, despre călătorie spre soția sa a fost publicat în Polonia ca Kochana Maryś! Listy z Afryki. Al doilea volum a fost publicat în 2015, iar al treilea în 2016.  Ultimul volum va fi publicat în 2017.